# Slaughter and the Dogs
Slaughter and the Dogs (lub Slaughter & The Dogs) – brytyjski zespół punkrockowy z Manchesteru.

## Historia
Nazwę "Slaughter and the Dogs" wymyślił wokalista Wayne Barrett w 1975 – zaczerpując ją z tytułów płyt swoich ulubionych wykonawców: Diamond Dogs Davida Bowiego oraz Slaughter on 10th Avenue Micka Ronsona. Skład uzupełniali: gitarzysta Mick Rossi, basista Howard "Zip" Bates oraz perkusista Mad Muffet (właśc. Brian Grantham). Slaughter and the Dogs był jedną z pierwszych grup punkowych w północno-zachodniej Anglii. 20 lipca 1976 wzięli udział w legendarnym dziś koncercie w "Manchester Lesser Free Trade Hall" u boku Sex Pistols i Buzzcocks, który zainspirował powstanie manchesterskiej sceny punkowej (skoncentrowanej wokół klubu "Electric Circus"), na której swoją karierę w niedalekiej przyszłości zaczęły zespoły tj. Alberto y Lost Trios Paranoias, The Distractions, The Drones, The Durutti Column, The Fall, The Freshies, Joy Division, Magazine, The Nosebleeds czy The Passage. 
Dzięki pomocy Roberta Grettona (późniejszego menadżera Joy Division) muzycy nagrali pod okiem Martina Hannetta pierwszy singel "Cranked Up Really High", który został wydany w czerwcu 1977 przez wytwórnię Rabid Record (w 2001 znalazł się na liście 100 najlepszych singli punkrockowych wszech czasów sporządzonej przez magazyn Mojo). Od początku 1977 zespół często gościł w Londynie – zwłaszcza w klubie "The Roxy" grając tam razem m.in. z The Adverts, Johnny Moped czy The Lurkers. Dwa utwory: "Runaway" i "Boston Babies" trafiły na wydaną w lipcu koncertową kompilację różnych wykonawców The Roxy London WC2.
Po podpisaniu kontraktu z wytwórnią Decca Records pod koniec 1977 ukazały się single: "Where Have All the Boot Boys Gone?", "Dame to Blame" oraz "Quick Joey Small", które zwiastowały wydanie debiutanckiego albumu Do It Dog Style co nastąpiło w maju 1978. W marcu 1979 po wydaniu EPki It’s Alright Barrett opuścił grupę. Do Slaugther and the Dogs dołączyli muzycy The Nosebleeds: wokalista Steven Morrissey (później w The Smiths) i gitarzysta Billy Duffy (później w The Cult) oraz perkusista Phil Rowland (wcześniej w Eater). Morrissey nagrał z zespołem cztery utwory, które nie zostały do dziś wydane, natomiast z Duffym Mick Rossi (jako wokalista) nagrał singla "I Believe", który został wydany w czerwcu.
Pod koniec roku chwilowo do grupy powrócił Barrett (wziął udział w nagraniu singla "You're Ready Now") zastąpiony wkrótce przez kolejnego muzyka The Nosebleeds Eda Bangera. Z nowym wokalistą zespół wydał singla "East Side of Town" oraz nagrał album Bite Back wydany w marcu 1980 pod skróconą nazwą Slaughter. W następnym roku muzycy przerwali działalność.
Dekadę później Barrett, Rossi oraz francuski perkusista Noel Kay nagrali album Shocking, który wydali (maj 1991) pod nazwą "Slaughter and the Dogs".
W 1996 zespół w składzie Barret, Rossi, Kay oraz Nigel Mead (gitara basowa) wzięli udział w "The Holidays in The Sun Punk Festival" w Blackpool, którego zapis został wydany rok później na płycie Live In Blackpool 1996. Wkrótce Meada zastąpił francuski basista Jean Pierre Thollet i ten skład funkcjonuje do dziś. W 2001 muzycy nagrali kolejny album Beware Of..., który promowała piosenka "Saturday Night Till Sunday Morning".

## Muzycy
Aktualni członkowie zespołu
- Wayne Barrett – śpiew (1975-1979; 1991; od 1996)
- Mick Rossi – gitara, śpiew (1975-1981; 1991; od 1996)
- Noel Kay – perkusja (1991; od 1996)
- Jean Pierre Thollet – gitara basowa (od 1997)

Byli członkowie zespołu
- Howard Bates – gitara basowa (1975-1981)
- Mad Muffet (Brian Grantham) – perkusja (1975-1979)
- Phil Rowland – perkusja (1979-1981)
- Steven Morrissey – śpiew (1979)
- Billy Duffy – gitara (1979)
- Ed Garrity – śpiew (1979-1981)
- Nigel Mead – gitara basowa (1996-1997)

## Dyskografia

### Albumy studyjne
- Do It Dog Style (1978)
- Bite Back (1980) – jako Slaughter
- Shocking (1991)
- Beware Of... (2001)

### Minialbumy studyjne (EP)
- It’s Alright (1979)

### Albumy koncertowe
- Live Slaughter Rabid Dog (1978)
- Live at the Factory 1981 (1989)
- Where Have All the Boot Boys Gone? (Live) (1994)
- Live In Blackpool 1996 (1997)
- Barking Up the Right Tree (1998)

### Albumy kompilacyjne
- The Way We Were (1983)
- Slaughterhouse Tapes (1989)
- Cranked Up Really High (1995)
- Punk Rock Singles Collection (2000)
- Anthology (2001)
- Best of Slaughter & the Dogs (2002)
- A Dog Day Afternoon (2003)

### Single
- "Cranked Up Really High" / "The Bitch" (1977)
- "Where Have All the Boot Boys Gone?" / "You’re a Bore" (1977)
- "Dame to Blame" / "Johnny T" (1977)
- "Quick Joey Small" / "Come on Back" (1978)
- "I Believe" / "It Isn't Me" (1979)
- "You're Ready Now" / "Runaway" (1979)
- "East Side of Town" / "One by One" (1980) – jako Slaughter
- "I'm the One" / "What’s Wrong Boy?" (Live) / "Hell in New York" (1980) – jako Slaughter